# St. Joseph River (Dominica)
Der St. Joseph River ist ein Fluss an der Westküste von Dominica im Parish Saint Joseph.

## Geographie
Der St. Joseph River entspringt an einem Vorgebirge an der Westküste von Dominica,  En Bas Chute (Mount Vernon). Er erhält seinen Namen vom gleichnamigen Ort, in dessen Siedlungsgebiet er auch mündet. Der Fluss entspringt mit zwei Hauptquellbächen im Gipfelbereich des Berges, verläuft durch Gorgona und Davis Estate und tritt dann ins Siedlungsgebiet von St. Joseph ein, wo er kurz vor der Mündung ins Karibische Meer noch Zufluss durch den kleinen Jordan River erhält.